# Thomas Ball Barratt
Thomas Ball Barratt (22 de julho de 1862 - 29 de janeiro de 1940) foi um pastor norueguês nascido na Grã-Bretanha e uma das figuras fundadoras do  movimento pentecostal na Europa, trazendo o movimento, ou  batismo no Espírito Santo, como ficou conhecido, na Noruega e na Europa em 1906. Ele era originalmente um pastor  Metodista, mas depois deixou a igreja e estabeleceu o  Movimento pentecostal na Noruega.
Thomas Ball Barratt trouxe o pentecostalismo para a Noruega em 1907. Barratt não quis estabelecer um novo movimento cristão, mas queria que as comunidades cristãs também se renovassem. Como isso não aconteceu, ele tornou-se o fundador do movimento pentecostal na Noruega. Barratt foi eficaz tanto na Suécia como na Dinamarca e Inglaterra. Quando ele visitou Dinamarca em 1907, houve o início do movimento pentecostal dinamarquês. Barratt contribuiu significativamente para a criação do movimento pentecostal em vários países europeus, em especial Suécia e Inglaterra.